# Отворено првенство Мадрида у тенису
Отворено првенство Мадрида је турнир за професионалне тенисере и тенисерке који се игра у Мадриду, у Шпанији. Од 2002. до 2008. се одржавао на бетону у дворани, а од 2009. се одржава на отвореним теренима на црвеној шљаци, и укључује и жене у конкуренцију. Од 2012. се играло на плавој шљаци, а од 2013. се поново игра на црвеној шљаци.

## Поени и новчана награда (2021)

### Мушкарци
|             |                 | П         | Ф         | ПФ        | ЧФ       | 3К       | 2К       | 1К       | КВ | КВ2     | КВ1     |
| Појединачно | Поени           | 1000      | 600       | 360       | 180      | 90       | 45       | 10       | 25 | 16      | 0       |
| Појединачно | Новчана награда | 315.160 € | 188.280 € | 106.690 € | 58.370 € | 36.400 € | 22.720 € | 15.060 € | –  | 7.655 € | 4.080 € |
| Парови      | Поени           | 1000      | 600       | 360       | 180      | –        | 90       | 0        | –  | –       | –       |
| Парови      | Новчана награда | 62.760 €  | 43.940 €  | 30.120 €  | 20.400 € | –        | 13.810 € | 9.410 €  | –  | –       | –       |

Извор:

### Жене
|             |                 | П         | Ф         | ПФ        | ЧФ       | 3К       | 2К       | 1К       |
| Појединачно | Поени           | 1000      | 650       | 390       | 215      | 120      | 65       | 10       |
| Појединачно | Новчана награда | 315.160 € | 188.280 € | 106.690 € | 58.370 € | 34.048 € | 20.000 € | 12.655 € |
| Парови      | Поени           | 1000      | 650       | 390       | 215      | –        | 120      | 10       |
| Парови      | Новчана награда | 62.761 €  | 43.940 €  | 30.120 €  | 20.400 € | –        | 13.810 € | 9.410 €  |

Извор:

## Протекла финала

### Мушкарци појединачно
| Година                      | Победник                              | Финалиста                             | Резултат                              |
| --------------------------- | ------------------------------------- | ------------------------------------- | ------------------------------------- |
| ↓ Тврда подлога (дворана) ↓ |                                       |                                       |                                       |
| 2002.                       | Андре Агаси                           | Јиржи Новак                           | предаја пре почетка меча              |
| 2003.                       | Хуан Карлос Фереро                    | Николас Масу                          | 6:3, 6:4, 6:3                         |
| 2004.                       | Марат Сафин                           | Давид Налбандијан                     | 6:2, 6:4, 6:3                         |
| 2005.                       | Рафаел Надал                          | Иван Љубичић                          | 3:6, 2:6, 6:3, 6:4, 7:6(7:3)          |
| 2006.                       | Роџер Федерер                         | Фернандо Гонзалез                     | 7:5, 6:1, 6:0                         |
| 2007.                       | Давид Налбандијан                     | Роџер Федерер                         | 1:6, 6:3, 6:3                         |
| 2008.                       | Енди Мари                             | Жил Симон                             | 6:4, 7:6(8:6)                         |
| ↓ Шљака (црвена) ↓          |                                       |                                       |                                       |
| 2009.                       | Роџер Федерер (2)                     | Рафаел Надал                          | 6:4, 6:4                              |
| 2010.                       | Рафаел Надал (2)                      | Роџер Федерер                         | 6:4, 7:6(7:5)                         |
| 2011.                       | Новак Ђоковић                         | Рафаел Надал                          | 7:5, 6:4                              |
| ↓ Шљака (плава) ↓           |                                       |                                       |                                       |
| 2012.                       | Роџер Федерер (3)                     | Томаш Бердих                          | 3:6, 7:5, 7:5                         |
| ↓ Шљака (црвена) ↓          |                                       |                                       |                                       |
| 2013.                       | Рафаел Надал (3)                      | Станислас Вавринка                    | 6:2, 6:4                              |
| 2014.                       | Рафаел Надал (4)                      | Кеј Нишикори                          | 2:6, 6:4, 3:0 (предаја)               |
| 2015.                       | Енди Мари (2)                         | Рафаел Надал                          | 6:3, 6:2                              |
| 2016.                       | Новак Ђоковић (2)                     | Енди Мари                             | 6:2, 3:6, 6:3                         |
| 2017.                       | Рафаел Надал (5)                      | Доминик Тим                           | 7:6(10:8), 6:4                        |
| 2018.                       | Александар Зверев                     | Доминик Тим                           | 6:4, 6:4                              |
| 2019.                       | Новак Ђоковић (3)                     | Стефанос Циципас                      | 6:3, 6:4                              |
| 2020.                       | није играно — пандемија вируса корона | није играно — пандемија вируса корона | није играно — пандемија вируса корона |
| 2021.                       | Александар Зверев (2)                 | Матео Беретини                        | 6:7(8:10), 6:4, 6:3                   |
| 2022.                       | Карлос Алкараз                        | Александар Зверев                     | 6:3, 6:1                              |
| 2023.                       | Карлос Алкараз (2)                    | Јан-Ленард Штруф                      | 6:4, 3:6, 6:3                         |
| 2024.                       | Андреј Рубљов                         | Феликс Оже Алијасим                   | 4:6, 7:5, 7:5                         |

### Мушки парови
| Година                      | Победници                                    | Финалисти                             | Резултат                              |
| --------------------------- | -------------------------------------------- | ------------------------------------- | ------------------------------------- |
| ↓ Тврда подлога (дворана) ↓ |                                              |                                       |                                       |
| 2002.                       | Марк Ноулс Данијел Нестор                    | Махеш Бупати Макс Мирни               | 6:3, 7:5, 6:0                         |
| 2003.                       | Махеш Бупати Макс Мирни                      | Вејн Блек Кевин Улијет                | 6:2, 2:6, 6:3                         |
| 2004.                       | Марк Ноулс (2) Данијел Нестор (2)            | Боб Брајан Мајк Брајан                | 6:3, 6:4                              |
| 2005.                       | Марк Ноулс (3) Данијел Нестор (3)            | Леандер Паес Ненад Зимоњић            | 3:6, 6:3, 6:2                         |
| 2006.                       | Боб Брајан Мајк Брајан                       | Марк Ноулс Данијел Нестор             | 7:5, 6:4                              |
| 2007.                       | Боб Брајан (2) Мајк Брајан (2)               | Маријуш Фирстенберг Марћин Матковски  | 6:3, 7:6(7:4)                         |
| 2008.                       | Маријуш Фирстенберг Марћин Матковски         | Махеш Бупати Марк Ноулс               | 6:4, 6:2                              |
| ↓ Шљака (црвена) ↓          |                                              |                                       |                                       |
| 2009.                       | Данијел Нестор (4) Ненад Зимоњић             | Симон Аспелин Весли Муди              | 6:4, 6:4                              |
| 2010.                       | Боб Брајан (3) Мајк Брајан (3)               | Данијел Нестор Ненад Зимоњић          | 6:3, 6:4                              |
| 2011.                       | Боб Брајан (4) Мајк Брајан (4)               | Микаел Љодра Ненад Зимоњић            | 6:3, 6:3                              |
| ↓ Шљака (плава) ↓           |                                              |                                       |                                       |
| 2012.                       | Маријуш Фирстенберг (2) Марћин Матковски (2) | Роберт Линдстет Орија Текау           | 6:3, 6:4                              |
| ↓ Шљака (црвена) ↓          |                                              |                                       |                                       |
| 2013.                       | Боб Брајан (5) Мајк Брајан (5)               | Александер Пеја Бруно Соарес          | 6:2, 6:3                              |
| 2014.                       | Данијел Нестор (5) Ненад Зимоњић (2)         | Боб Брајан Мајк Брајан                | 6:4, 6:2                              |
| 2015.                       | Рохан Бопана Флорин Мерђа                    | Марћин Матковски Ненад Зимоњић        | 6:2, 6:7(5:7), [11:9]                 |
| 2016.                       | Жан-Жилијен Ројер Орија Текау                | Рохан Бопана Флорин Мерђа             | 6:4, 7:6(7:5)                         |
| 2017.                       | Лукаш Кубот Марсело Мело                     | Никола Маи Едуар Роже-Васелен         | 7:5, 6:3                              |
| 2018.                       | Никола Мектић Александер Пеја                | Боб Брајан Мајк Брајан                | 5:3 (предаја)                         |
| 2019.                       | Жан-Жилијен Ројер (2) Орија Текау (2)        | Дијего Шварцман Доминик Тим           | 6:2, 6:3                              |
| 2020.                       | није играно — пандемија вируса корона        | није играно — пандемија вируса корона | није играно — пандемија вируса корона |
| 2021.                       | Марсел Гранољерс Орасио Зебаљос              | Никола Мектић Мате Павић              | 1:6, 6:3, [10:8]                      |
| 2022.                       | Весли Колхоф Нил Скупски                     | Хуан Себастијан Кабал Роберт Фара     | 6:7(4:7), 6:4, [10:5]                 |
| 2023.                       | Карен Хачанов Андреј Рубљов                  | Рохан Бопана Метју Ебден              | 6:3, 3:6, [10:3]                      |
| 2024.                       | Себастијан Корда Џордан Томпсон              | Аријел Бехар Адам Павлашек            | 6:3, 7:6(9:7)                         |

### Жене појединачно
| Година             | Победница                             | Финалисткиња                          | Резултат                              |
| ------------------ | ------------------------------------- | ------------------------------------- | ------------------------------------- |
| ↓ Шљака (црвена) ↓ |                                       |                                       |                                       |
| 2009.              | Динара Сафина                         | Каролина Возњацки                     | 6:2, 6:4                              |
| 2010.              | Араван Резај                          | Винус Вилијамс                        | 6:2, 7:5                              |
| 2011.              | Петра Квитова                         | Викторија Азаренка                    | 7:6(7:3), 6:4                         |
| ↓ Шљака (плава) ↓  |                                       |                                       |                                       |
| 2012.              | Серена Вилијамс                       | Викторија Азаренка                    | 6:1, 6:3                              |
| ↓ Шљака (црвена) ↓ |                                       |                                       |                                       |
| 2013.              | Серена Вилијамс (2)                   | Марија Шарапова                       | 6:1, 6:4                              |
| 2014.              | Марија Шарапова                       | Симона Халеп                          | 1:6, 6:2, 6:3                         |
| 2015.              | Петра Квитова (2)                     | Светлана Кузњецова                    | 6:1, 6:2                              |
| 2016.              | Симона Халеп                          | Доминика Цибулкова                    | 6:2, 6:4                              |
| 2017.              | Симона Халеп (2)                      | Кристина Младеновић                   | 7:5, 6:7(5:7), 6:2                    |
| 2018.              | Петра Квитова (3)                     | Кики Бертенс                          | 7:6(8:6), 4:6, 6:3                    |
| 2019.              | Кики Бертенс                          | Симона Халеп                          | 6:4, 6:4                              |
| 2020.              | није играно — пандемија вируса корона | није играно — пандемија вируса корона | није играно — пандемија вируса корона |
| 2021.              | Арина Сабаленка                       | Ешли Барти                            | 6:0, 3:6, 6:4                         |
| 2022.              | Унс Џабир                             | Џесика Пегула                         | 7:5, 0:6, 6:2                         |
| 2023.              | Арина Сабаленка (2)                   | Ига Свјонтек                          | 6:3, 3:6, 6:3                         |
| 2024.              | Ига Свјонтек                          | Арина Сабаленка                       | 7:5, 4:6, 7:6(9:7)                    |

### Женски парови
| Година             | Победнице                                 | Финалисткиње                          | Резултат                              |
| ------------------ | ----------------------------------------- | ------------------------------------- | ------------------------------------- |
| ↓ Шљака (црвена) ↓ |                                           |                                       |                                       |
| 2009.              | Кара Блек Лизел Хубер                     | Квјета Пешке Лиса Рејмонд             | 4:6, 6:3, [10:6]                      |
| 2010.              | Серена Вилијамс Винус Вилијамс            | Жисела Дулко Флавија Пенета           | 6:2, 7:5                              |
| 2011.              | Викторија Азаренка Марија Кириленко       | Квјета Пешке Катарина Среботник       | 6:4, 6:3                              |
| ↓ Шљака (плава) ↓  |                                           |                                       |                                       |
| 2012.              | Сара Ерани Роберта Винчи                  | Јекатерина Макарова Јелена Веснина    | 6:1, 3:6, [10:4]                      |
| ↓ Шљака (црвена) ↓ |                                           |                                       |                                       |
| 2013.              | Анастасија Пављученкова Луција Шафаржова  | Кара Блек Марина Ераковић             | 6:2, 6:4                              |
| 2014.              | Сара Ерани (2) Роберта Винчи (2)          | Гарбиње Мугуруза Карла Суарез Наваро  | 6:4, 6:3                              |
| 2015.              | Кејси Делаква Јарослава Шведова           | Гарбиње Мугуруза Карла Суарез Наваро  | 6:3, 6:7(4:7), [10:5]                 |
| 2016.              | Каролин Гарсија Кристина Младеновић       | Мартина Хингис Сања Мирза             | 6:4, 6:4                              |
| 2017.              | Џан Јунгжан Мартина Хингис                | Тимеа Бабош Андреа Хлавачкова         | 6:4, 6:3                              |
| 2018.              | Јекатерина Макарова Јелена Веснина        | Тимеа Бабош Кристина Младеновић       | 2:6, 6:4, [10:8]                      |
| 2019.              | Сје Су-веј Барбора Стрицова               | Габријела Дабровски Сју Јифан         | 6:3, 6:1                              |
| 2020.              | није играно — пандемија вируса корона     | није играно — пандемија вируса корона | није играно — пандемија вируса корона |
| 2021.              | Барбора Крејчикова Катержина Синијакова   | Габријела Дабровски Деми Схурс        | 6:4, 6:3                              |
| 2022.              | Габријела Дабровски Ђулијана Олмос        | Дезире Кравчик Деми Схурс             | 7:6(7:1), 5:7, [10:7]                 |
| 2023.              | Викторија Азаренка (2) Беатриз Хадад Маја | Коко Гоф Џесика Пегула                | 6:1, 6:4                              |
| 2024.              | Кристина Букса Сара Сорибес Тормо         | Барбора Крејчикова Лаура Зигемунд     | 6:0, 6:2                              |

## Рекорди

### Мушкарци појединачно
- Највише титула: 5
  -  Рафаел Надал (2005, 2010, 2013, 2014, 2017.)
- Највише финала: 8
  -  Рафаел Надал (2005, 2009–11, 2013–15, 2017.)
- Највише узастопних титула: 2
  -  Рафаел Надал (2013–14.)
- Највише узастопних финала:  3
  -  Рафаел Надал (2009–11, 2013–15.)
- Освојио титуле на три различите подлоге:
  -  Роџер Федерер (тврда подлога 2006, црвена шљака 2009, плава шљака 2012.)

### Мушки парови
- Највише титула: 5
  -  Боб Брајан и  Мајк Брајан (2006, 2007, 2010, 2011, 2013.)
  -  Данијел Нестор (2002, 2004, 2005, 2009, 2014.)
- Највише узастопних титула: 2
  -  Марк Ноулс и  Данијел Нестор (2004–2005.)
  -  Боб Брајан и  Мајк Брајан (2006–2007, 2010–2011.)

### Жене појединачно
- Највише титула: 3
  -  Петра Квитова (2011, 2015, 2018.)
- Највише финала: 4
  -  Симона Халеп (2014, 2016, 2017, 2019.)

### Женски парови
- Највише титула: 2
  -  Сара Ерани и  Роберта Винчи (2012, 2014.)